# هاکوب ملویان
هاکوب (یاکوف) هامباکی ملویان (ارمنی: Հակոբ (Յակով) Համբակի Մելոյան؛  زاده ۱۹۰۸ - درگذشته؟ ۱۹۹) یک بازیگر تئاتر اهل ارمنستان بود. وی بین سال‌های تا میلادی فعالیت می‌کرد.

## زندگی‌نامه
وی در ۱۹۰۸ در دیلیجان به دنیا آمد .   وی در دهه ۱۹۹۰ میلادی در باکو درگذشت.

## بخشی از فیلمشناسی
| نقش         | نقش به ارمنی | نویسنده             | عنوان                 | عنوان به ارمنی          |
| ----------- | ------------ | ------------------- | --------------------- | ----------------------- |
| اُتاریان     | Օթարյան      | آلکساندر شیروانزاده | برای شرف              | «Պատվի համար»           |
| مینتویف     | Մինթոև       | آلکساندر شیروانزاده | برادرشوهر مورگان      | «Մորգանի խնամին»        |
| زاکاره      | Զաքարե       | موراتسان            | روزان                 | «Ռուզան»                |
| واسیل       | Վասիլ        | گورگن گریگوریان     | بهای سر ۵۰ میلیون است | «Գլխի գինն է ۵۰ միլիոն» |
| گاووش بیدزا | Գավուշ բիձա  | آ. بارسقیان         | تساغکاسار             | «Ծաղկասար»              |
| هامو        | Համբո        | هوهانس تومانیان     | گیکور                 | «Գիքոր»                 |
| جهانگیر     | Ջհանգիր      | ‏                    | داستانی دربارهٔ مادر   | «Ասք մոր մասին»         |
| کاراپت      | Կարապետ      | آلکساندر شیروانزاده | روح شیطان             | «Չար ոգի»               |
| هتوم        | Հեթում       | پرژ پروشیان         | سوس و واردیتر         | «Սոս և Վարդիթեր»        |
|             | Միլովզորով   | آلکساندر آستروفسکی  | گناهکاران بی‌گناه      | «Անմեղ մեղավորներ»      |